# キャラクターくじ
キャラクターくじとは、コンビニエンスストア、ゲームセンター、書店などで販売している有料のくじである。エンタメくじやコンビニくじとも呼ばれることもある。サンリオの「サンリオ当たりくじ」の場合、主にハローキティなどの自社キャラクターを起用する場合が多いが、他社のキャラクターくじの場合、漫画やアニメ、ゲームのキャラクターをテーマにした「版権もの」が大半を占める。

## システム
店頭でくじ（1回500円以上が多い）を購入し、その場で引くシステムになっている。カプセルトイとは異なり対面販売で売られているが、オンライン販売されているものも存在する。最後のくじを引いた人には専用の景品がもらえる。

## 主な企業/ブランド
太字のものは参入元が登録商標としているもの。
- バンプレスト - 一番くじ、とるパカ!
- フリュー - みんなのくじ
- サンリオ - サンリオ当たりくじ
- セガ・インタラクティブ - SEGAラッキーくじ
- タイトー - タイトーくじ本舗
- アイオウプラス - きゃらっとくじ